# Fête des Vignerons
Die Fête des Vignerons (deutsch ‚Winzerfest‘) ist ein Schweizer Weinfest, das ungefähr alle 25 Jahre in Vevey im Kanton Waadt stattfindet. Als erste lebendige Tradition der Schweiz wurde das Fest im Dezember 2016 in die UNESCO-Liste des immateriellen Kulturerbes aufgenommen. Das nahegelegene Weinbaugebiet Lavaux zählt seit 2007 zum UNESCO-Welterbe. Vom 18. Juli bis 11. August 2019 fand das Fest nach 20 Jahren wieder statt.

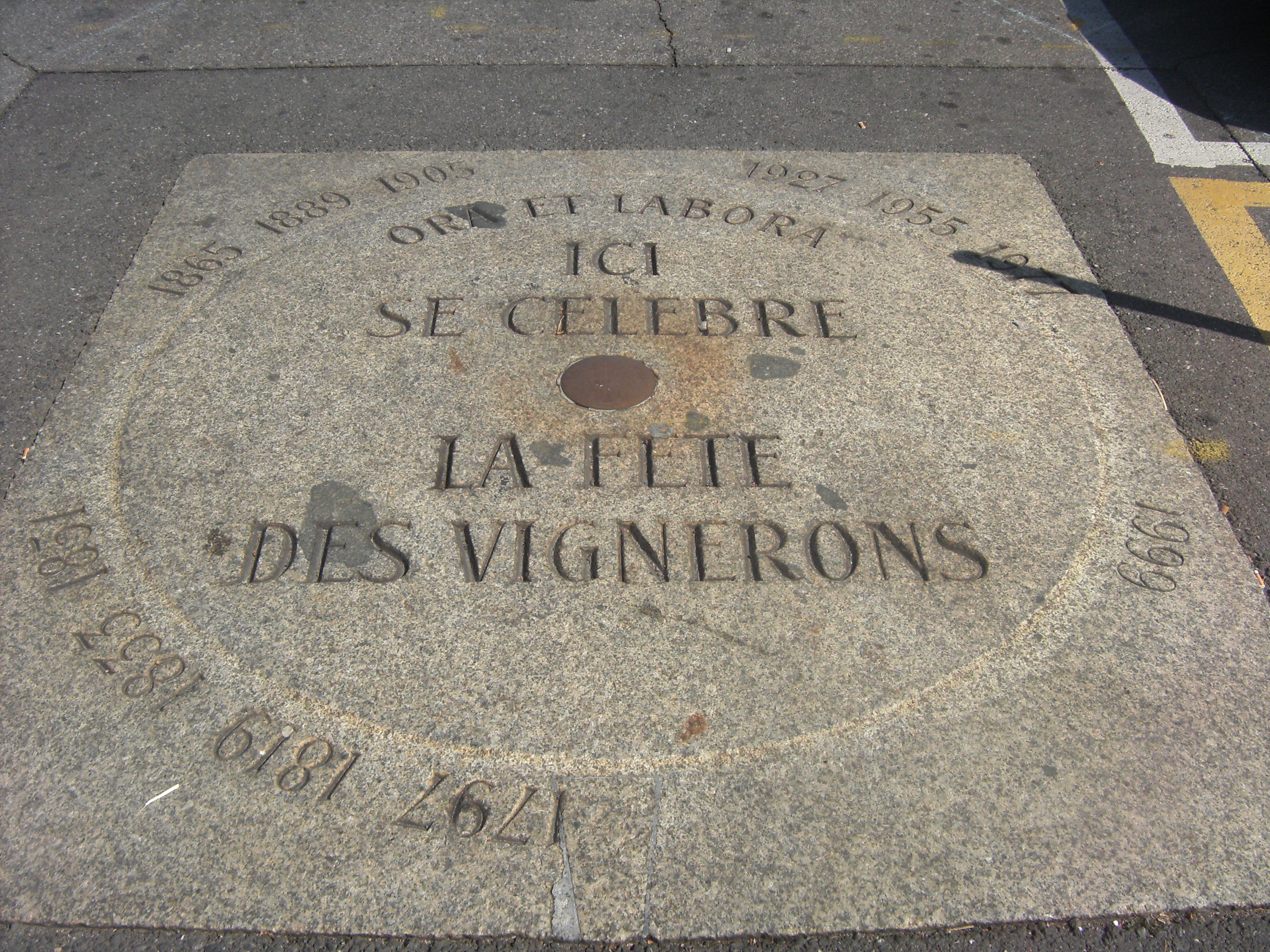
Gedenkplatte in Vevey mit den Jahreszahlen der durchgeführten Feste und der Aufschrift: ORA ET LABORA – ICI SE CELEBRE LA FETE DES VIGNERONS

## Geschichte
Die Fête des Vignerons wird von der örtlichen Weinbruderschaft namens Confrérie des vignerons organisiert. Ursprünglich war dies eine Vereinigung von Grundbesitzern, welche die eigenen Rebarbeiter, die Bürgergemeinde und die Berner Behörden kontrollierte. Wahrscheinlich wurde die Bruderschaft schon im Mittelalter unter dem Namen Abbaye de l'agriculture de Vevey oder Abbaye de Saint-Urbain gegründet. Belegte Aufzeichnungen existieren jedoch erst seit dem Jahre 1647.
Damals wurde nur eine schlichte Prozession in Form eines Umzugs jährlich in Vevey durchgeführt. Auf den Spitzen von Stäben wurden Holzfiguren (sogenannte marmousets) getragen und ab 1730 ebenfalls die Figur eines kleinen Jungen, der Bacchus darstellte, und ab 1747 eine jugendliche Person, welche Ceres, die Erntegöttin verkörperte.
Ab dem Jahre 1741 wurde der Umzug noch alle drei Jahre und ab 1783 nur noch alle sechs Jahre durchgeführt. Unter dem Einfluss der Ökonomischen Gesellschaft von Bern beschloss das Organisationskomitee, die besten Rebarbeiter im Rahmen einer Feier zu ehren und zu belohnen. Somit wurde im Jahre 1797 aus dem schlichten Umzug ein Weinfest.
Seither kann von einer Tribüne aus, deren Zutritt kostenpflichtig ist, die Bevölkerung an der Zeremonie teilnehmen. Das Fest wurde nach den vier Jahreszeiten gegliedert und ab 1819 war der thematische Reigen, der zu einem solchen Fest gehört, vollständig. Zu jedem Fest gehört die Darstellung der Feldarbeit, des weidenden Viehs, der Arbeit im Weinberg, der Lobpreis des Vaterlands, sowie Gestalten aus der griechischen, lateinischen und der christlichen Mythologie. Seither feierte jede Generation an ihrem Fest den besten Rebarbeiter aus dem Lavaux (Gebiet zwischen Pully und Bex), wobei das wichtigste Ziel die Erinnerung und die Identität war.
Seit Mitte des 19. Jahrhunderts wirken auch angesehene Musiker und Schriftsteller an diesem Volksfest mit.

## Bisherige Feste
Bisher wurden zwölf Weinfeste, wie sie im heutigen Rahmen durchgeführt werden, gefeiert. Das letzte Fest fand vom 18. Juli bis 11. August 2019 statt.

### 1797
- Datum: unbekannt
- Präsident: Louis Levade
- Bühnenbild: unbekannt
- Arena: 2'000 Plätze
- Anzahl der Schauspieler und Statisten: unbekannt

### 1819
- Datum: 5.–6. August
- Präsident: Louis Levade
- Bühnenbild: unbekannt
- Arena: 2'000 Plätze
- Anzahl der Schauspieler und Statisten: 730

### 1833
- Datum: 8.–9. August
- Präsident: Vincent Doret
- Bühnenbild: unbekannt
- Arena: 4'000 Plätze
- Anzahl der Schauspieler und Statisten: 780

### 1851
- Datum: 7.–8. August
- Präsident: François Déjoux
- Bühnenbild: unbekannt
- Musik: François Grast
- Arena: 8'000 Plätze
- Anzahl der Schauspieler und Statisten: 900

### 1865
- Datum: 26.–27. Juli
- Präsident: Louis Bonjour
- Bühnenbild: unbekannt
- Musik: François Grast
- Arena: 10'500 Plätze
- Anzahl der Schauspieler und Statisten: 1'200

### 1889
- Datum: 5., 6., 8. und 9. August
- Präsident: Paul Ceresole
- Bühnenbild: Ernest Burnat
- Musik: Hugo de Senger
- Arena: 12'000 Plätze

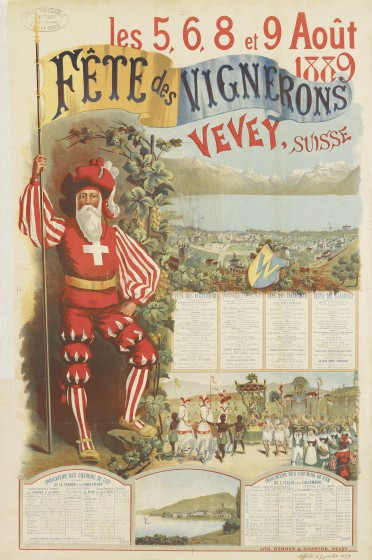
Werbeplakat für das Fest im Jahre 1889

- Anzahl der Schauspieler und Statisten: 1'379

### 1905

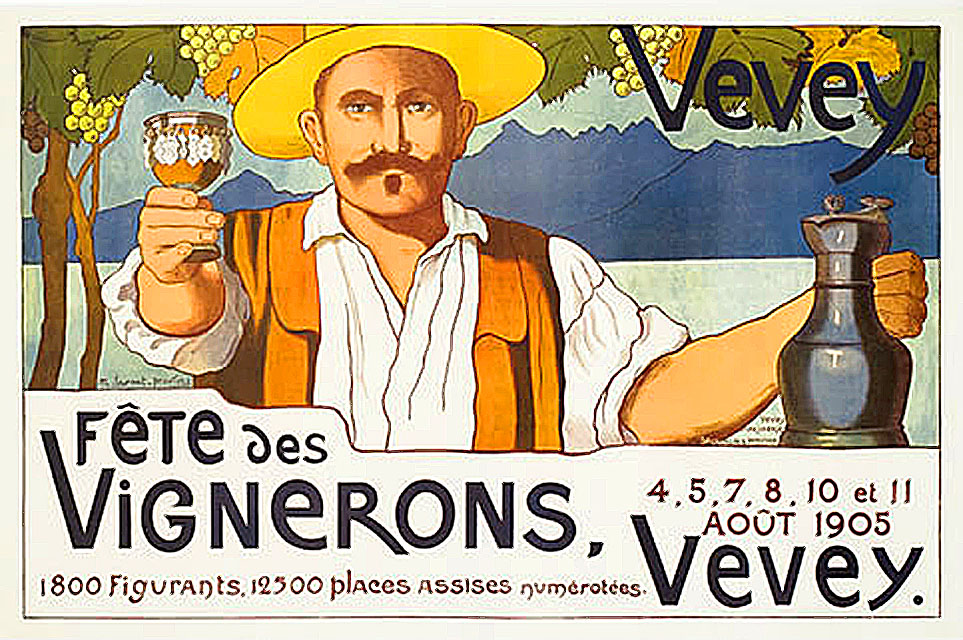
Werbeplakat für das Fest im Jahre 1905, Entwurf: Marguerite Burnat-Provins

- Datum: 4., 5., 7., 8. und 9. August
- Präsident: Emile Gaudard
- Bühnenbild: René Morax
- Architekt: Adolphe Burnat
- Musik: Gustave Doret
- Libretto: René Morax
- Arena: 12'500 Plätze
- Anzahl der Schauspieler und Statisten: 1'800

### 1927
- Datum: 1. und 9. August
- Präsident: Emile Gaudard
- Bühnenbild: Edouard Vierne, ersetzt durch A. Durec
- Musik: Gustave Doret
- Libretto: Pierre Girard
- Arena: 14'000 Plätze
- Anzahl der Schauspieler und Statisten: 2'000

### 1955
- Datum: 1. und 15. August
- Präsident: David Dénéréaz
- Bühnenbild: Oskar Eberle
- Musik: Carlo Hemmerling
- Libretto: Géo H. Blanc
- Arena: 16'000 Plätze

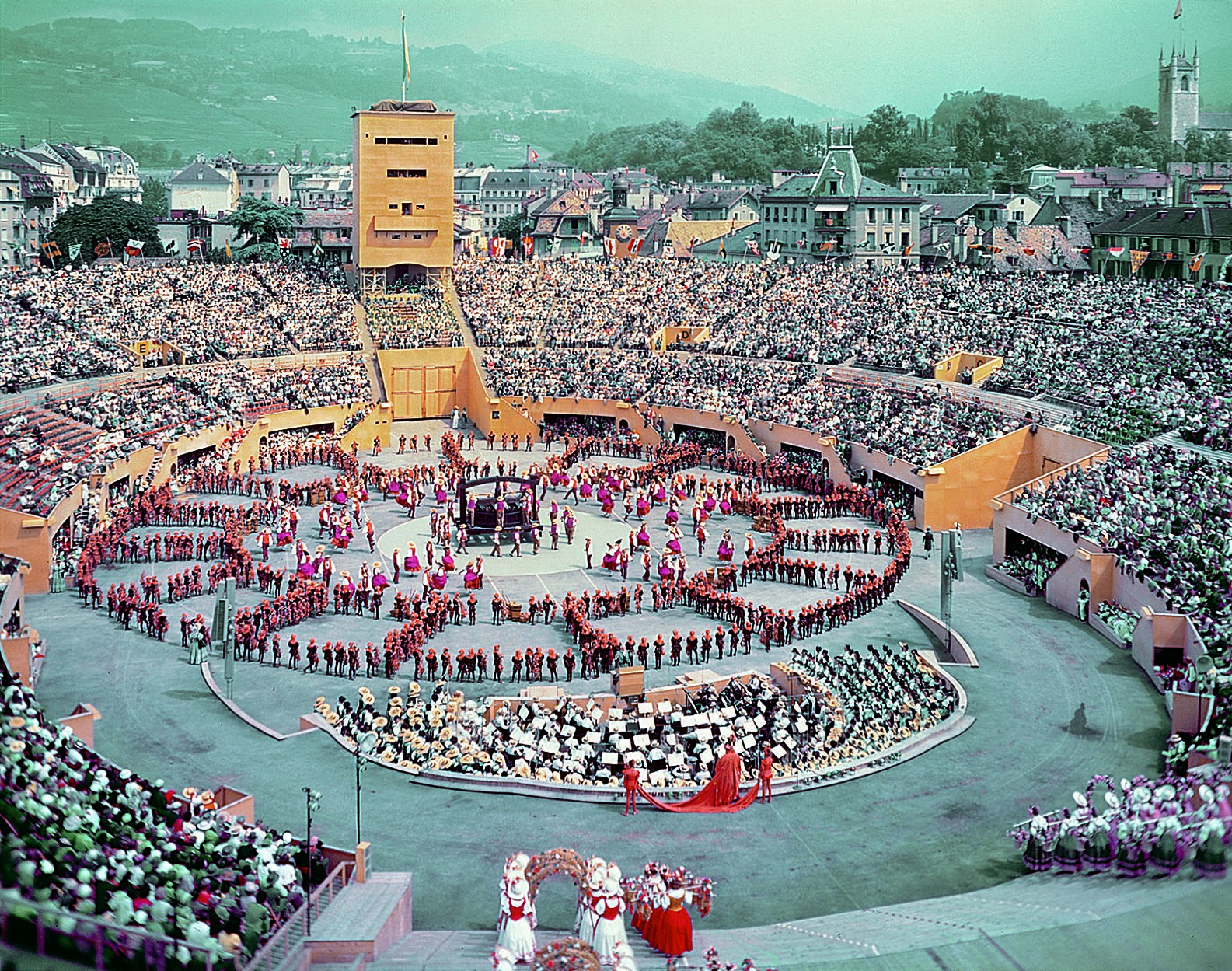
Die Arena 1955

- Anzahl der Schauspieler und Statisten: 3'850

### 1977
- Datum:  30. Juli – 14. August
- Präsident: Philippe Dénéréaz
- Bühnenbild: Charles Apothéloz
- Musik: Jean Balissat
- Kostüme: Jean Monod
- Libretto: Henri Debluë
- Arena: 15'776 Plätze

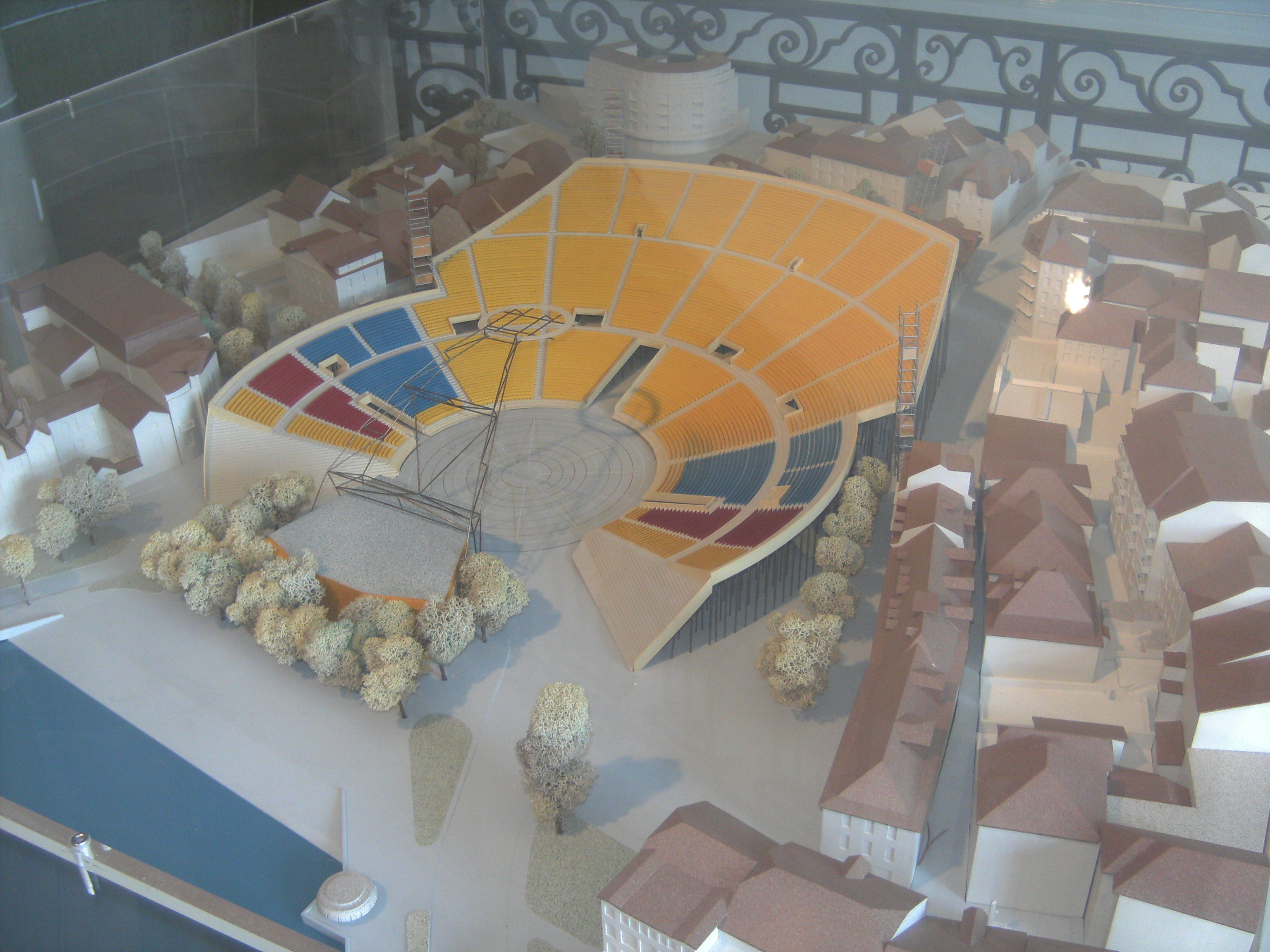
Modell des Festgeländes 1977

- Anzahl der Schauspieler und Statisten: 4'250

### 1999
- Datum: 29. Juli bis 15. August
- Präsident: Marc-Henri Chaudet
- Bühnenbild: François Rochaix

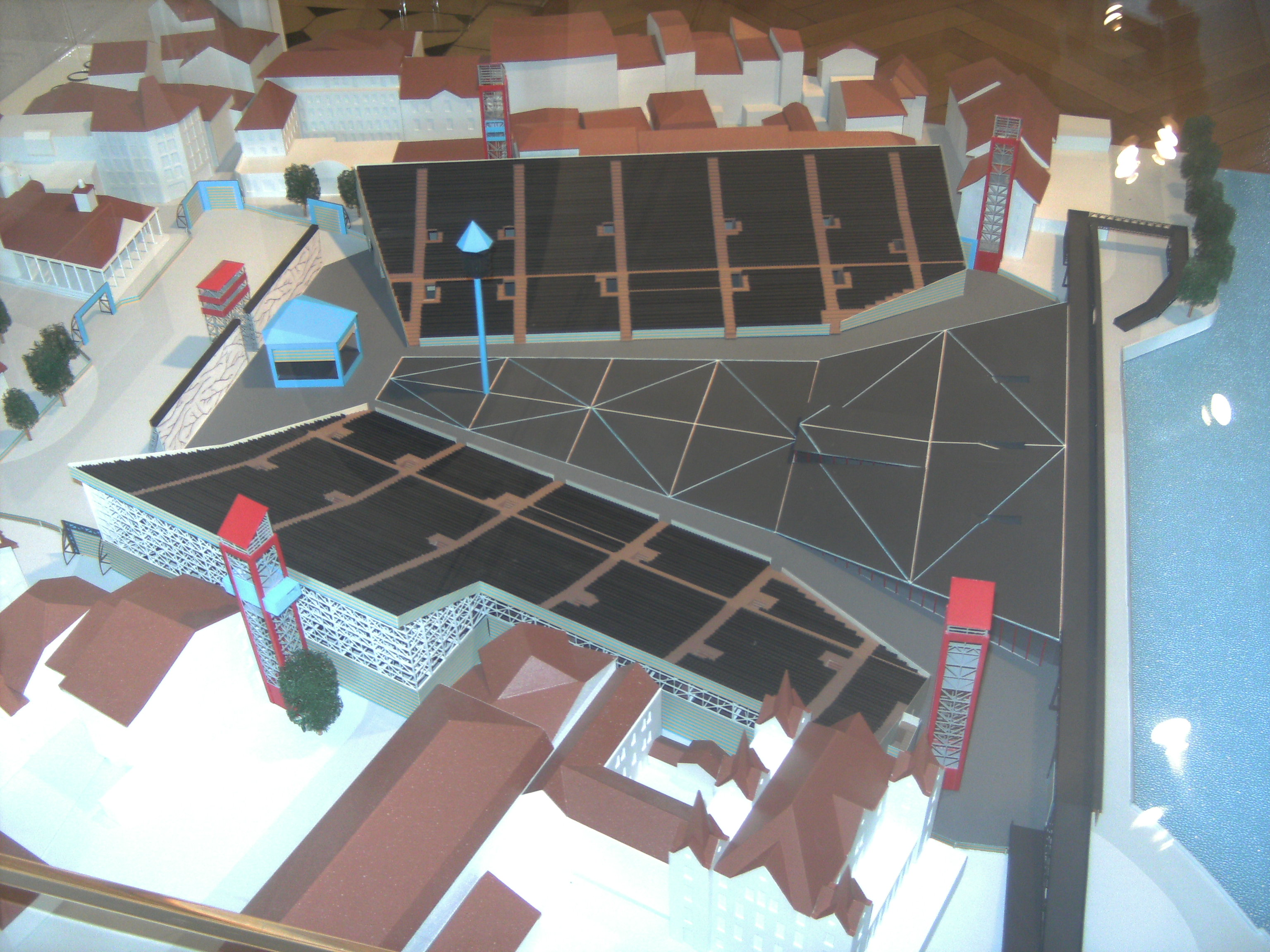
Modell des Festgeländes 1999

- Musik: Jean-François Bovard, Michel Hostettler, Jost Meier
- Libretto: François Debluë
- Arena: 16'000 Plätze
- Anzahl der Schauspieler und Statisten: 5'050 davon 670 Reiter

Das Fest wurde mit einem Budget von 50 Millionen Franken veranstaltet.

### 2019
- Datum: 18. Juli bis 11. August
- Präsident: François Margot

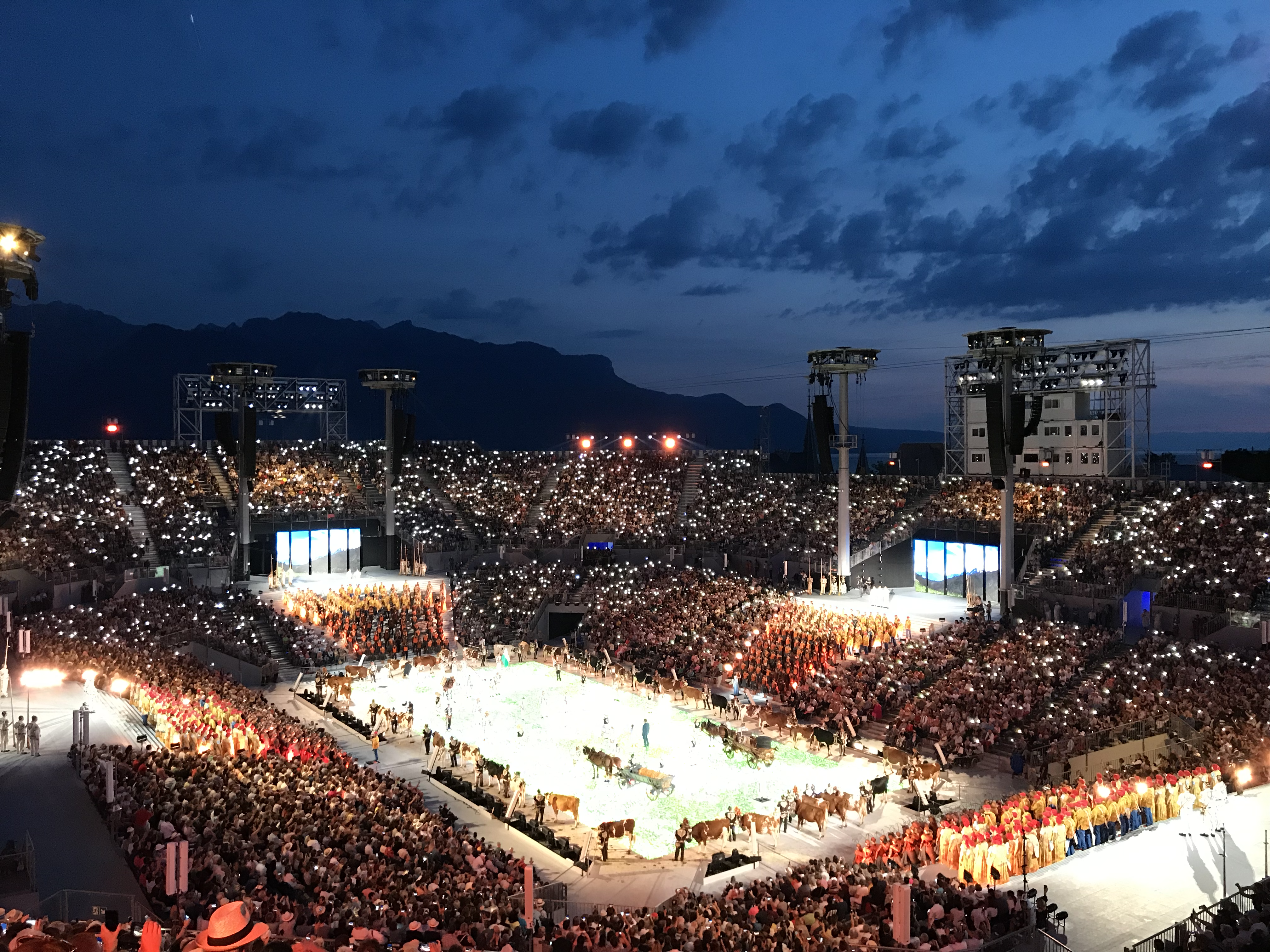
Das Spektakel 2019

- Bühnenbild: Daniele Finzi Pasca, Hugo Gargiulo
- Musik: Jérôme Berney, Maria Bonzanigo, Valentin Villard
- Libretto: Stéphane Blok, Blaise Hofmann
- Arena: 20'000 Plätze
- Anzahl der Schauspieler und Statisten: 6'000

Es wurde mit Ausgaben von 100 Millionen Franken gerechnet; es resultierte ein Defizit von 16 Millionen Franken.

## Trivia
Die Schweizer Münzprägeanstalt Swissmint hat zu Ehren des Weinfestes 1999 zwei Gedenkmünzen herausgegeben.

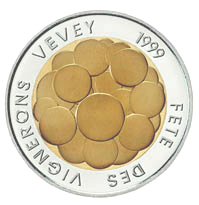
5-Franken-Spezialmünze
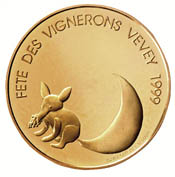
100-Franken-Spezialmünze